# Потери Югославии во Второй мировой войне
Потери Югославии во Второй мировой войне — жертвы многочисленных столкновений на территории югославского региона (межконфессиональных, межэтнических и др.) в период Второй мировой войны.

## Потери (реальные и демографические, споры о количестве жертв)
Официальная цифра послевоенного югославского правительства о реальных потерях — 1 млн 706 тысяч человек. В более поздних исследованиях приводятся другие данные. Сербский статистик Боголюб Кочович в своей работе «Жертвы Второй мировой войны в Югославии» от 1985 года говорит о 1 млн 14 тысяч убитых. В 1989 хорватский демограф и экономист Владимир Жерьявич также проанализировал переписи. По его данным, Югославия потеряла 1 млн 27 тысяч человек в годы Второй мировой войны. Обе эти оценки намного ниже той цифры, которую считало официальным югославское правительство.
| Национальность | Статистика Владимира Жерявича |
| Сербы          | 530 000                       |
| Хорваты        | 192 000                       |
| Словенцы       | 42 000                        |
| Черногорцы     | 20 000                        |
| Македонцы      | 6000                          |
| Мусульмане     | 103 000                       |
| Другие славяне | 7000                          |
| Албанцы        | 18 000                        |
| Евреи          | 57 000                        |
| Цыгане         | 18 000                        |
| Немцы          | 28 000                        |
| Прочие         | 6000                          |
| Всего          | 1 027 000                     |

Таблица 1 — Статистика потерь по Владимиру Жерявичу
Сами же оценки Кочовича и Жерявича, как мы можем видеть, разнятся относительно слабо. Согласно американскому исследованию от 1954 года потери Югославии в войне составляют 1 млн 67 тысяч человек, потери Югославии по Кочовичу и Жерявичу опять же ниже.
| Национальность | Статистика Боголюба Кочовича |
| Сербы          | 487 000                      |
| Хорваты        | 207 000                      |
| Словенцы       | 32 000                       |
| Черногорцы     | 50 000                       |
| Македонцы      | 7000                         |
| Мусульмане     | 86 000                       |
| Венгры         | 5000                         |
| Албанцы        | 6000                         |
| Евреи          | 60 000                       |
| Цыгане         | 27 000                       |
| Немцы          | 26 000                       |
| Прочие         | 21 000                       |
| Всего          | 1 014 000                    |

Таблица 2 — Статистика потерь по Боголюбу Кочовичу.
Американский историк Йозо Томашевич, автор книги «Война и революция в Югославии 1941—1945. Оккупация и коллаборация», получивший премию за выдающийся вклад в славяноведение, высказал мнение, что работа Кочовича может считаться объективной. Вот так он отзывается о труде исследователя: «Все, заинтересованные в правде о потерях населения во время войны остаются в долгу у него за эту работу».
Исследователи также признают и заслуги Владимира Жерявича: «В конце концов, огромное значение для подсчета количества жертв террора за описываемый период имеет самая последняя работа Владимира Жерявича».
Однако работа Жерявича, например, подвергается критике в исследовании 2020 года: «В целом, можно сказать, что исследование Владимира Жерявича во многом неполно и в некоторых методологических аспектах некорректно».
В своей книге «Наука, национализм и пропаганда» Боголюб Кочович опровергает и критикует работу другого сербского историка Димитрия Дорджевича. Статистика Дорджевича, по мнению Кочовича, сильно завышена — Дорджевич выдвигает данные о более чем 2,8 миллионов демографических и более чем 1,8 миллиона реальных потерь.
Существуют также и другие данные относительно человеческих потерь в Югославии. По данным Д. Тасича реальные потери составляют 1 млн 400 тысяч человек, а демографические 2 млн 428 тысяч, Д. Фогельник насчитал от 2 млн 850 тысяч до 3 млн 250 тысяч демографических потерь и 1 млн 800 тысяч реальных потерь, по данным И. Лаха реальные потери составляют 1 млн человек, а демографические 2 млн 100 тысяч человек.

### Данные Фогельника и Лаха
Первое заявление о потерях Югославии во Второй Мировой войне было сделано Иосипом Тито в Любляне в мае 1945 года; он оценил потери Югославии во Второй Мировой войне в 1 млн 700 тысяч человек, тем самым как бы определив рамки, в которых может быть проведено исследование, поэтому задачей самых первых исследований было придание достоверности этой оценке, а не вычисление реальных показателей потерь. Оценка потерь Югославии во Второй Мировой войне для получения репараций была возложена на Владета Вучковича (студента математического факультета) директором Федерального статистического департамента Дольфом Фогельником. Вучковичу было выделено всего 2 недели на подсчет жертв войны (это был первый подсчет жертв войны любого рода). Вучкович также пришел к оценке в 1 млн 700 тысяч человек. Владимир Жерявич считал полученную цифру оценкой демографических потерь.
Согласно Вучковичу, эти данные были позже использованы Эдвардом Карделем для подтверждения утверждения Югославии о жертвах на Парижской конференции по репарациям и были представлены как реальные потери. Вучкович утверждал, что именно так была установлена официальная цифра потерь Югославии.
Поскольку первая послевоенная перепись населения, которая является решающей для серьёзного демографического исследования потерь в войне, была сделана в 1948 году, и поскольку данное исследование Вучковича было сделано до переписи, можно справедливо усомниться в его достоверности.
Иво Лах опровергал данные Фогельника, говоря, что демографические потери должны быть точно ниже. Большинство современных исследователей считают уже упомянутые данные Лаха достоверными. Научные дебаты в начале 1950-х были прекращены после нескольких статей, скорее всего из-за вмешательства партии. Также непонятно, кто из двух исследователей — Фогельник или Лах — первым опубликовал свою статистику.
Оценка же демографических потерь по Боголюбу Кочовичу — 1 млн 925 тысяч человек, что выше де-факто демографических потерь в 1 млн 706 тысяч человек, которые считались в Югославии оценкой реальных потерь. Кочович также допускал погрешность оценки демографических потерь в 250 тысяч человек. Демографические потери по Владимиру Жерявичу — 2 млн 22 тысячи человек.
Согласно данным Владимира Жерявича в концлагере Ясеновац погибло около 85 тысяч человек — от 45 до 52 тысяч были сербами, 13 тысяч были евреями, 10 тысяч были цыганами, 10 тысяч были хорватами и 2 тысячи были мусульманами. Кочович говорит о 70 тысячах жертв лагеря, однако, как он сам отмечал, он никогда не занимался подсчетом жертв именно лагеря Ясеновац, поэтому данная цифра является предположением исследователя.